# KICKS (近藤真彦のアルバム)
『KICKS』（キックス）は、近藤真彦の13枚目のオリジナル・アルバム。1989年12月12日にリリースされた。発売元はCBS/SONY RECORDS。

## 概要
前作『Japan』から1年ぶり、デビュー10周年突入日に発売された。デビュー10周年メモリアルメタルスタンド入りの初回限定盤と通常盤の2形態で発売。

## 収録曲
作曲（特記以外）・全編曲：白井良明
1. KICKS
  - 作詞：山路禮照
2. HIPS
  - 作詞・作曲：歌川和彦
3. THESE GIRLS
  - 作詞・作曲：歌川和彦
4. DON'T YOU KNOW?
  - 作詞：山路禮照／作曲：J.N.Donovan・Leon Walker
5. 12月、風のバラッド
  - 作詞：戸沢暢美／作曲：J.N.Donovan・Leon Walker
6. 気ままにWORKIN'
  - 作詞・作曲：歌川和彦
  - 翌1990年4月「気ままにWALKIN'」のカップリング曲としてリカットされた。
7. 本気さBaby
  - 作詞：戸沢暢美／作曲：Mark Davis
8. 君を愛しつづけている
  - 作詞：康珍化／作曲：筒美京平
9. 星も濡れます子守歌
  - 作詞：戸沢暢美
10. MY NEW DAYS
  - 作詞：渚十吾